# Station Capenhurst
Capenhurst is een spoorwegstation van National Rail in Capenhurst, Cheshire West and Chester in Engeland. Het station is eigendom van Network Rail en wordt beheerd door Merseyrail. 